# Public Illumination Magazine
Public Illumination Magazine (PIM) ist ein Kunstmagazin mit der Größe von 11 cm × 7 cm. Es wird seit 1979 herausgegeben. Gegründet wurde es Zagreus Bowery. Innerhalb eines Künstlerkreises in New York City entwarf er das Konzept des PIM. Die Texte und Zeichnungen reichen von Parodie bis Absurditäten. Die Beiträge werden ausschließlich unter Pseudonymen veröffentlicht. Bis 2007 erschienen 51 Ausgaben. Das Magazin erscheint unregelmäßig und ist in den USA, Italien und Deutschland erhältlich. Keith Haring hat 1981 eine Serie von Arbeiten für die Ausgabe Nr. 13 gezeichnet.

## Ausstellungen
- THANKS FOR SHARING, D21 Kunstraum Leipzig, Leipzig, Deutschland, 2010[3]
- IN-BOOK / OUT-BOOK / IT-BOOK. 5*Biennale del Libro d´Artista 2010, Palazzo Trinci, Foligno, Italien, 2010